# Флемінг Расмуссен (стронгмен)
Фле́мінг Ра́смуссен (англ. Flemming Rasmussen, 12 березня 1968, Данія — 13 липня 2024) — данський стронгмен. Кілька разів брав участь у змаганні Найсильніша людина світу, посівши п'яте місце у 1995, четверте 1996 та друге у 1997 (це й стало його найбільшим успіхом). З 1995 по 2000 рік (та у 2003-у) він сім разів виграв національне змагання Найсильніша людина Данії. У 1993 та 1994 роках вигравав національну першість країни з паверліфтингу. До початку занять силовим спортом був чемпіоном Данії з гри в круглі.

## Власні показники
- Присідання з вагою — 370 к
- Вивага лежачи — 270 кг
- Мертве зведення — 330 кг